# Ervin Klarić
Ervin Klarić (Split, 1919. — 19. travnja 1942.), hrvatski pripadnik pokreta otpora u Drugome svjetskom ratu i komunist

## Životopis
Rodio se je u Splitu. Organizirao je mladež od 1938. godine. Jedan od urednika Napredka, omladinskog lista. Upisao je studij. Od napada Italije sudionik je u više akcija. Talijanski okupatori ubrzo su otkrili njegovu veliku aktivnost zbog čega je poslije djelovao kao ilegalac. Vodio je osnivanje partizanske čete ožujka 1942. godine. Četa je imala četiri voda. Zatim se je vratio u Split. Poginuo je skupa sa Slavenom Burićem na jednoj od tajnih zadaća. Talijanski organi su ga otkrili i ubili.
U Splitu se je u doba socijalističke Jugoslavije po Klariću i Buriću zvala jedna ulica.